# كحول الفرك

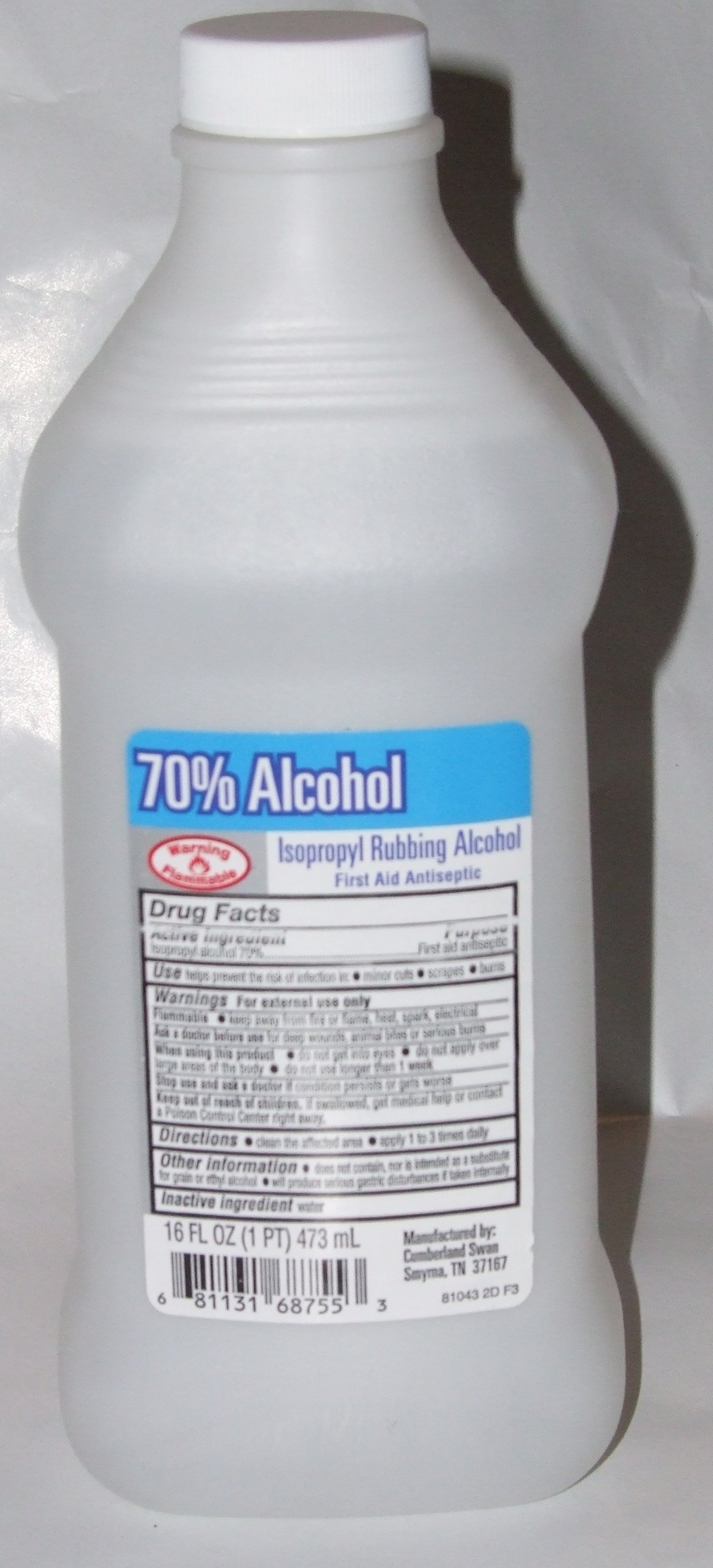
زجاجة من كحول الأيزوبروبيل بتركيز 70٪.

كحول الفرك او كحول محمر (بالإنجليزية: Rubbing alcohol)‏ هو كحول مصنوع من الأيزوبروبيل أو من سائل قائم على كحول الإيثانول. تعتبر منتجات كحول الأيزوبروبيل الأكثر توفرًا على نطاق واسع، وهي تُشبه الكحول الجراحي (Surgical spirit) في دستور الأدوية البريطاني (BP). يتم تغيير طبيعة الكحول المغير، ويصبح غير قابل للشرب أبدًا حتى لو كان مصنوعا من الإيثانول، وذلك بسبب إضافة المواد المريرة [الإنجليزية].
أخذ الاسم من طبيعة الاستخدام الأساسي لهذا الكحول، وهو فرك البشرة المراد تطهيرها، فهو يستخدم في المقام الأول كمطهر موضعي.  ولها أيضًا العديد من التطبيقات الصناعية والمنزلية.   ويُطلق أسم مصطلح "الكحول المحمر" في اللغة الإنجليزية لأمريكا الشمالية فهو مصطلح عام يشير إلى منتجات كحول الأيزوبروبيل (الأيزوبروبانول) أو الكحول الإيثيلي (الإيثانول).
يعرّف دستور الأدوية الأمريكي "كحول الأيزوبروبيل المحمر" بأنه يحتوي على ما يقرب من 70٪ من الكحول من حيث حجم كحول الأيزوبروبيل النقي ويحدد "الكحول المحمر" بأنه يحتوي على حوالي 70٪ من حجم الكحول المحوَّل.   بينما في أيرلندا والمملكة المتحدة، المستحضر المشابه له هو الكحول الجراحي (Surgical spirit)، والذي يعرفه دستور الأدوية البريطاني بأنه: 95٪ كحول ميثلي (methylated spirit)، و2.5٪ زيت خروع، و2٪ ثنائي إيثيل فثالات [الإنجليزية]، و0.5٪ ساليسيلات الميثيل.  وقد يكون تحت اسمه البديل: "زيت الشتاء الأخضر (wintergreen oil) والذي يتكون من مادة ساليسيلات الميثيل، والتي تُعتبر مادة مضافة شائعة لمنتجات الكحول المحمر في أمريكا الشمالية.  يُسمح للمصنعين الفرديين باستخدام معايير الصياغة الخاصة بهم والتي يتم فيها تصنيف محتوى الإيثانول في زجاجات البيع بالتجزئة من الكحول المحمر على أنه يتراوح من 70 إلى 99٪ حجمًا/حجمًا (v/v) أي بالقياس الحجمي. 
جميع أنواع الكحول المحمر غير آمنة للاستهلاك البشري، وذَلك لعدم احتواء كحول الأيزوبروبيل المحمر على الكحول الإيثيلي كالذي موجود في المشروبات الكحولية، وانما تعتمد الكحوليات المحمرّة الإيثيلية على الكحول المحوَّل (المُغير)، وهو عبارة عن مزيج من الكحول الإيثيلي وواحد أو أكثر من السموم المُرّة التي تجعله كمادة سامة.

## تاريخ
برز مصطلح الكحول المحمر في أمريكا الشمالية خلال عصر الحظر من عام 1920 إلى عام 1933، عندما تم حظر المشروبات الكحولية في جميع أنحاء الولايات المتحدة. أكد مصطلح الفرك (rubbing) على أن هذا الكحول لم يكن مخصصًا للاستهلاك البشري وانما للتعقيم والمسح والفرك. ومع ذلك فقد تم توثيقه جيدًا كبديل للكحول منذ عام 1925.
كان الكحول يستخدم على نطاق واسع كمرهم للتدليك. لم تكن هناك صيغة قياسية للكحول المحمر، والذي كان يُعطَّر أحيانًا بإضافات مثل زيت الشتاء الأخضر (ساليسيلات الميثيل).

## ملكيات
جميع أنواع الكحول المحمر متطايرة وقابلة للاشتعال. الكحول الإيثيلي له طعم مرير للغاية من المواد المضافة. تتراوح الكثافة النسبية للصيغة 23-H بين 0.8691 و0.8771 عند درجة حرارة: 15.56 °م (60.01 °ف) .
يحتوي كحول الأيزوبروبيل المحمر على تركيز ما بين 50٪ إلى 99٪ من الأيزوبروبيل، والباقي يتكون من الماء. وتختلف نقاط الغليان مع نسبة كحول الأيزوبروبيل في درجة حرارة: من 80 إلى 83 °م (176 إلى 181 °ف) ؛ وبالمثل تختلف نقاط التجمد: من −32 إلى −50 °م (−26 إلى −58 °ف) .  واما الكحول الجراحية تغلي عند: 80 °م (176 °ف) . 

## التشريعات الأمريكية
لحماية عائدات ضريبة الكحول في الولايات المتحدة، يجب أن تحتوي جميع المستحضرات المصنفة على أنها كحوليات مُحمرّة (Rubbing Alcohols)، والتي تُعرف على أنها تلك التي تحتوي على الإيثانول، على إضافات سامة للحد من الاستهلاك البشري وفقًا لمتطلبات وزارة الخزانة الأمريكية ومكتب الكحول والتبغ والأسلحة النارية. باستخدام الصيغة 23-H (8 أجزاء من حجم الأسيتون، و1.5٪ جزء من حجم ميثيل إيزوبوتيل كيتون، و100٪ جزء من حجم الكحول الإيثيلي). أنه يحتوي على 87.5-91٪ من حيث الحجم من الكحول الإيثيلي المطلق، ويتكون الباقي من الماء ومزيلات الصبغة، مع أو بدون إضافات لونية، وزيوت عطرية. كما ويحتوي الكحول المحمر في كل 100 مل على أكثر من 355mg من أوكتاسيتات السكروز أوكتاسيتات السكروز [الإنجليزية] أو أكثر من 1.40mg من بنزوات الديناتونيوم. وقد يكون المستحضر ملونًا بواحد أو أكثر من إضافات الألوان. ويمكن أيضًا إضافة عامل استقرار (مُثبت) مناسب.

## تحذيرات
تتضمن ملصقات المنتجات الخاصة بالكحول المحمر عددًا من التحذيرات حول المادة الكيميائية، بما في ذلك مخاطر القابلية للاشتعال واستخدامها المقصود كمطهر موضعي فقط، وليس للجروح الداخلية أو الاستهلاك البشري. يجب استخدامه في مكان جيدة التهوية بسبب مخاطر الاستنشاق. يمكن أن يحدث التسمم نتيجة الابتلاع والاستهلاك أو الاستنشاق أو الامتصاص.  

## روابط خارجية
- لماذا يعتبر شرب الكحول المحمر ضارًا؟